# Konin
Konin er en by i Voivodskabet Storpolen i det centrale Polen omkring 100 km sydøst for Poznan og 50 km nord for Kalisz ved floden Warta. Konin havde 77.847 indbyggere(2012). Trafikalt er Konin placeret ved E30 fra Cork i Irland til Omsk i Rusland og EuroCityforbindelsen Berlin-Warszawa. Før 1999 var Konin hovedstad i Konin Voivodeship (1975-1998)

## Historie
1795-1807 var Konin en del af Sydpreussen og oplevede stor tysk indvandring.
Under 2. verdenskrig var Konin efter Det tredje riges besættelse af Polen en del af "Reichsgau Wartheland". I skovene i nærheden af byen begik Naziterne massakrer på polske jøder, der udgjorde 30% af byens befolkning før krigen.